# Зірочки маленькі
Зі́рочки мале́нькі або гусяча цибулька (Gagea minima)  — рослина родини лілійних.

## Походження назви
Міжнародна назва роду дана рослині на честь англійського ботаніка Томаса Гейджа (англ. Thomas Gage). Видова назва латинською мовою означає «жовтий». Українську назву «жовта гусяча цибуля» рослина дістала за те, що її дуже люблять гуси. Медоносна рослина. Також вживають назву «жовтий пролісок».

## Ботанічні характеристики
Рослина висотою 7—15 см.

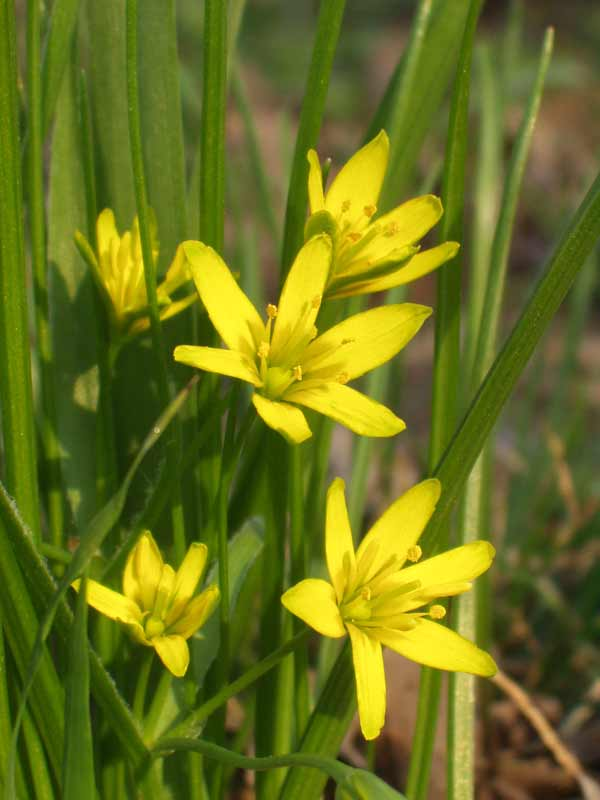
Квітки зірочок маленьких

Дрібніша за зірочки жовті (Gagea lutea), із двома цибулинками, шилуватим прикореневим листком завширшки 1—3 мм і тільки одним листком біля основи суцвіття. Листочки оцвітини (пелюстки) 10-14 мм завдовжки, гострі. Прикореневі листки вузенькі, а листок під суцвіттям розширений біля основи. Зонтикоподібне суцвіття на ніжці, розгалужене, з 2—7 квіток. Цвіте з квітня до середини травня. Вегетує також недовго. Розмножується вегетативно маленькими цибулинками-дітками.

## Поширення
Росте в лісах, на узліссях, у чагарниках, на полях у всій Україні, за винятком найпівденніших степових районів. В Україні росте 24 види зірочок.

## Галерея

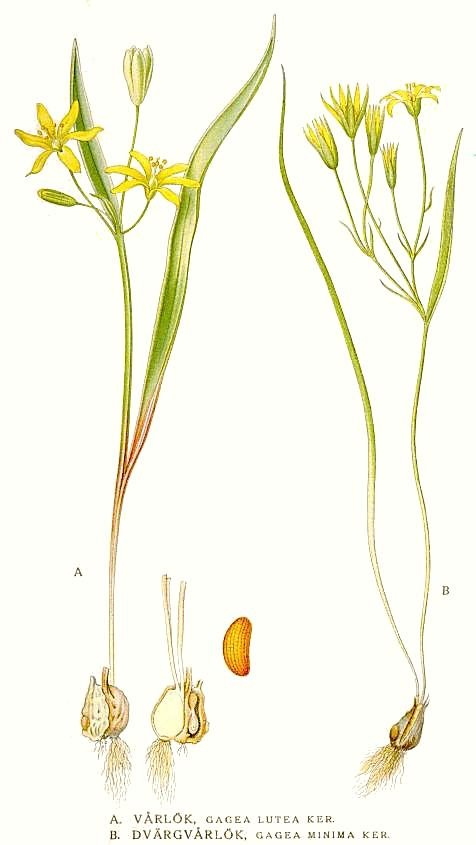
Ілюстрація з «Bilder ur Nordens Flora»